# Cacalután
Cacalután är en ort i Mexiko.   Den ligger i kommunen Ixtlán del Río och delstaten Nayarit, i den centrala delen av landet, 600 km väster om huvudstaden Mexico City. Cacalután ligger 908 meter över havet och antalet invånare är 394.
Terrängen runt Cacalután är kuperad åt sydost, men åt nordväst är den bergig. Runt Cacalután är det ganska glesbefolkat, med 30 invånare per kvadratkilometer. Närmaste större samhälle är Ixtlán del Río, 14,2 km sydväst om Cacalután. I omgivningarna runt Cacalután växer huvudsakligen savannskog.